# Турбіне (Потсдам)
ФФК «Турбіне» (нім. 1. FFC Turbine) — жіночий футбольний клуб з міста Потсдам (Бранденбург), Німеччина. Виступає у вищому дивізіоні країни — Першій жіночій Бундеслізі, домашні матчі проводить на стадіоні «Карл Лібкнехт».

## Історія
Команда заснована 3 березня 1971 року, як частина чоловічого футбольного клубу «Турбіне» (нім. BSG Turbine Potsdam). З 1 квітня 1999 року існує як незалежна команда. До возз'єднання Німеччини команда була однією з найсильніших команд у жіночому футболі Східної Німеччини, шість разів у 80-ті роки стаючи чемпіоном країни.
Після об'єднання почала виступати у німецькій Бундеслізі, і стала єдиною команда з колишньої Східної Німеччини, яка виграла титул чемпіона Німеччини (вперше — 2004 року). Команда також виграла Лігу чемпіонів УЄФА у 2005 та 2010 роках, а ще двічі, у 2006 та 2011 роках, «Турбіне» доходила до фіналу турніру.

## Досягнення
- Кубок УЄФА/Ліга чемпіонів УЄФА:
  - Переможець (2): 2004/05, 2009/10
  - Фіналіст (2): 2005/06, 2010/11
- Чемпіонат Німеччини:

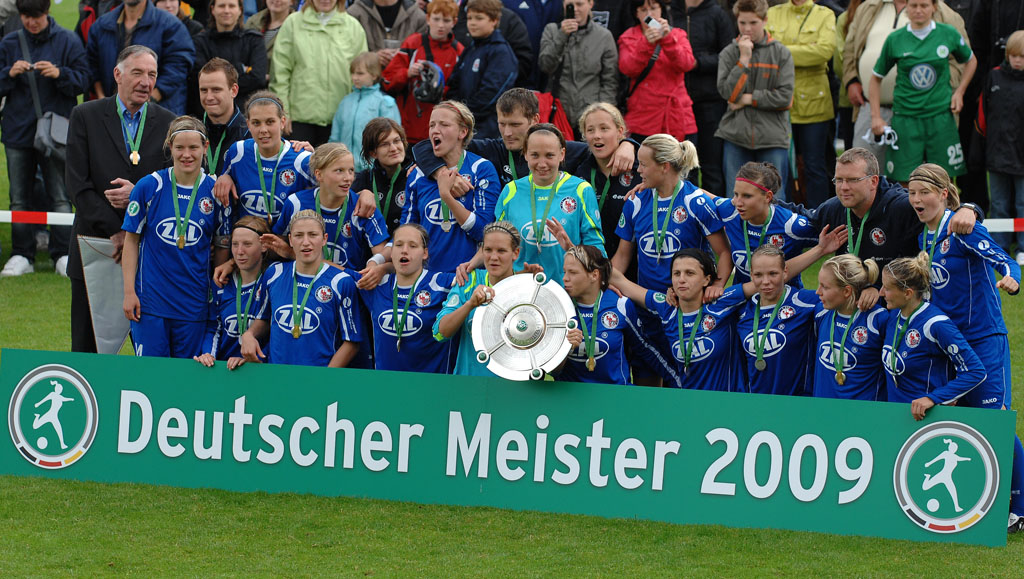
«Турбіне» святкує чемпіонство Німеччини у 2009 році.

  - Переможець (6): 2003/04, 2005/06, 2008/09, 2009/10, 2010/11, 2011/12
  - Віце-чемпіон (3): 2000/01, 2001/02, 2002/03
- Чемпіонат НДР:
  - Переможець (6): 1981, 1982, 1983, 1985, 1986, 1989
  - Віце-чемпіон (2): 1984, 1988
- Кубок Німеччини:
  - Переможець (3): 2003/04, 2004/05, 2005/06
  - Фіналіст (3): 2008/09, 2010/11, 2012/13